# Gruber Zsombor
Gruber Zsombor (Győr, 2004. szeptember 7. –) magyar válogatott labdarúgó, az élvonalbeli Ferencváros játékosa.

## Pályafutása

### Klubcsapatokban
Gruber a Győrszentivánnál, a Győri ETO-nál és a Puskás Akadémiánál nevelkedett. A 2020–2021-es szezonban mutatkozott be a Puskás Akadémia II. csapatánál a harmadosztályban. A 2021–2022-es szezont a svájci Basel II. csapatánál töltötte kölcsönben. A svájci együttes U21-es csapatánál 29 tétmeccsen 11 gólt szerzett.
2022 szeptemberében csereként pályára lépve bemutatkozott a NB I-ben is, a Zalaegerszeg ellen pályára lépve.

#### Ferencváros
2024 februárjában a Ferencvároshoz igazolt, de az idény végéig a Zalaegerszeget erősítette kölcsönben.
2024. november 3-án a Debrecen elleni mérkőzésen szerezte első bajnoki gólját a zöld-fehér csapatban. November 7-én az Európa-liga alapszakaszának negyedik fordulójában a Dinamo Kijev elleni mérkőzés 76. percében csereként állt be, és még abban a percben gólpasszt adott Saldanhának, aki beállította a 4−0-s végeredményt.
2025. február 14-én az idény végéig az MTK kölcsönvette a szezon végéig. A 2025–26-os szezonra visszatért az FTC-hez. 
Augusztus 2-án a Kazincbarcika elleni bajnoki mérkőzésen két gólpasszt adott, majd egy 11-esből maga is betalált.
Egy héttel később, a bajnokság 3. fordulójában két gólt szerzett a Nyíregyháza elleni 4–1-es győzelem alkalmával.

### A válogatottban
Többszörös utánpótlás válogatott labdarúgó, az U15-ös korosztálytól kezdve.
2023. november 17-én EB-selejtezőn az U21-es válogatottban a Spanyolország elleni mérkőzésen lépett pályára.
2024. október 10-én az Európa-bajnoki selejtező B-csoportjának 9. fordulójában lőtte első gólját az U21-es válogatottban, amikor 2–1-re legyőzték Máltát az Hidegkuti Nándor Stadionban. November 5-én Marco Rossi szövetségi kapitány meghívta a válogatottba a november 16-i, Hollandia elleni idegenbeli és a november 19-i, Németország elleni hazai Nemzetek Ligája-mérkőzésekre.

## Statisztika

### Klubcsapatokban
2025. augusztus 19-i állapot szerint.
| Klub                          | Szezon         | Bajnokság      | Bajnokság | Bajnokság | Kupa  | Kupa  | Nemzetközi | Nemzetközi | Egyéb | Egyéb | Összes | Összes |
| Klub                          | Szezon         | Liga           | Mérk.     | Gólok     | Mérk. | Gólok | Mérk.      | Gólok      | Mérk. | Gólok | Mérk.  | Gólok  |
| ----------------------------- | -------------- | -------------- | --------- | --------- | ----- | ----- | ---------- | ---------- | ----- | ----- | ------ | ------ |
| Puskás Akadémia               | 2021–22        | NB I           | —         | —         | —     | —     | 1          | 0          | —     | —     | 1      | 0      |
| Puskás Akadémia               | 2022–23        | NB I           | 26        | 3         | 4     | 1     | —          | —          | —     | —     | 30     | 4      |
| Puskás Akadémia               | 2023–24        | NB I           | 17        | 3         | 2     | 3     | —          | —          | —     | —     | 19     | 6      |
| Puskás Akadémia               | Összesen       | Összesen       | 43        | 6         | 6     | 4     | 1          | 0          | —     | —     | 50     | 10     |
| Csákvár (kölcsönben)          | 2022–23        | NB II          | 4         | 0         | —     | —     | —          | —          | —     | —     | 4      | 0      |
| Csákvár (kölcsönben)          | 2023–24        | NB II          | 2         | 0         | —     | —     | —          | —          | —     | —     | 2      | 0      |
| Csákvár (kölcsönben)          | Összesen       | Összesen       | 6         | 0         | —     | —     | —          | —          | —     | —     | 6      | 0      |
| Ferencváros                   | 2023–24        | NB I           | —         | —         | —     | —     | —          | —          | —     | —     | —      | —      |
| Ferencváros                   | 2024–25        | NB I           | 9         | 1         | 1     | 0     | 5          | 0          | —     | —     | 15     | 1      |
| Ferencváros                   | 2025–26        | NB I           | 4         | 3         | 0     | 0     | 3          | 0          | —     | —     | 7      | 3      |
| Ferencváros                   | Összesen       | Összesen       | 13        | 4         | 1     | 0     | 8          | 0          | —     | —     | 22     | 4      |
| Zalaegerszegi TE (kölcsönben) | 2023–24        | NB I           | 8         | 3         | 1     | 0     | —          | —          | —     | —     | 9      | 3      |
| MTK Budapest (kölcsönben)     | 2024–25        | NB I           | 9         | 2         | 0     | 0     | —          | —          | —     | —     | 9      | 2      |
| Teljes karrier                | Teljes karrier | Teljes karrier | 79        | 15        | 8     | 4     | 9          | 0          | —     | —     | 96     | 19     |

### A válogatottban
| Magyarország | Magyarország | Magyarország |
| Év           | Mérk.        | Gólok        |
| ------------ | ------------ | ------------ |
| 2024         | 1            | 0            |
| Összesen     | 1            | 0            |

### Mérkőzései a válogatottban
| Magyarország | Magyarország       | Magyarország           | Magyarország | Magyarország | Magyarország | Magyarország    | Magyarország | Magyarország |
| #            | Dátum              | Helyszín               | Hazai        | Eredmény     | Vendég       | Kiírás          | Gólok        | Esemény      |
| ------------ | ------------------ | ---------------------- | ------------ | ------------ | ------------ | --------------- | ------------ | ------------ |
| 1.           | 2024. november 19. | Budapest, Puskás Aréna | Magyarország | 1 – 1        | Németország  | Nemzetek Ligája | -            | 89'          |
|              | Összesen           |                        |              | 1            | mérkőzés     |                 | 0            | gól          |

## Sikerei, díjai
Puskás Akadémia
- NB I ezüstérmes: 2020–21
- NB I bronzérmes: 2023–24

 Ferencváros
- Magyar bajnok (1): 2024–25[14]
- Magyar kupa ezüstérmes (1): 2025